# Tetrachondra
Tetrachondra, maleni biljni rod iz porodice Tetrachondraceae. Sastoji se od dvije vrste, jedna iz Južne Amerike, i druga, novozelandski endem
Rod je opisan u Hooker's Icones Plantarum 2250. 1892.  

## Opis
Sukulentne, višegodišnje, vodene ili poluvodene zeljaste biljke koje sadrže eterična ulja; hermafroditi; stabljike leže ukorijenjene; peteljka lišća kratka, jednostavna, nasuprotna, s aromatičnim žlijezdama, bez stipule, spojena spljoštenim peteljkama, lamina je jednostavna, na rubu sitno nazubljena, kožasta površina; cvjetovi pojedinačni, aksilarni ili završni, tetramerni, bez slobodnog hipantija; čaška različita, od 4 srasla sepala; vjenčić različit, od 4 srasle latice; androecij od 4 slobodna, epipetalna, plodna prašnika, naizmjence s režnjevima vjenčića; prašnici dorzalni i introrzni; ginecej od 2 karpela, duboko režnjevit, naizgled 4 karpela, prividno izomerna s perijantom; jajnik sinkarpan, s 4 ili 2 lokule, od kojih svaka sadrži 1 ili 2 anatropna ovula; stigme neupadljive; bazalna placentacija; plod šizokarp, sa 4 jednosjemena setulozna oraščića; sjemenke ekstenzivno endospermne.

## Povijest roda
Zagonetni rod Tetrachondra različito je uključen u Boraginaceae, Lamiaceae, Scrophulariaceae ili je prepoznat kao zasebna porodica Tetrachondraceae. Dvije vrste s disjunktnom rasprostranjenošću uključene su u rod: T. hamiltonii ograničena je na Novi Zeland, a T. patagonica ograničena je na Južnu Ameriku. Novi Zeland i Južna Amerika nekoć su činili dio Gondvane, ali su se razdvojili prije otprilike 80 milijuna godina. U štedljivoj analizi rbcL sekvenci, T. hamiltonii i T. patagonica tvore zasebnu, dobro poduprtu kladu koja se odvojila rano u evolucijskoj povijesti velikog reda angiospermi Lamiales. Polypremum procumbens pojavljuje se kao njihova sestrinska skupina. Iako nema poznatih fosila Tetrachondraceae, fosili iz srodnih porodica u Lamiales sugeriraju da je loza Tetrachondral/Polypremum možda evoluirala tijekom paleocena. Međutim, rbcL sekvence T. hamiltonii i T. patagonica gotovo su identične, što ukazuje na noviju divergenciju tijekom pleistocena za ove dvije vrste. Prema tome, njihova sadašnja disjunktna distribucija odražava raspršenost na velike udaljenosti, a ne geografsku separaciju. 

## Vrste
1. Tetrachondra hamiltonii Petrie ex Oliv.; Novi Zeland
2. Tetrachondra patagonica Skottsb.; Argentina, Čile.